# Вестерхольт
Вестерхольт (нем. Westerholt) — община в Германии, в земле Нижняя Саксония.
Входит в состав района Виттмунд. Подчиняется управлению Хольтрим. Население составляет 2310 человек (на 31 декабря 2010 года). Занимает площадь 14,63 км².
| Год  | Население |
| ---- | --------- |
| 1990 | 2066      |
| 1995 | 2198      |
| 2000 | 2415      |
| 2005 | 2408      |
| 2010 | 2363      |